# Махасидха
Махасидха (тибетски: གྲུབ་ཐོབ་ཆེན་པོ, уайли: друб тхоб чен по; или тибетски: ཏུལ་ཤུག, уайли: тул шуг; санскрит, деванагари: महासिद्ध; маха означава „велик“ и сидха означава „вещ“) е традиционно название в индуизма и будизма за човек, достигнал в процес на практиката си до определени качества изразяващи съвършенството, наречени още сидхи. Такъв йога в индуизма или в Ваджраяна будизма може да бъде твърде ексцентричен и отвъд общоприетите норми на времето си.
Махасидхите са практикуващи тантра или тантрики, достигнали до нивото на учители и тантрически майстори.
Понякога се използва и термина сидха - човек, който чрез практикуването на определени медитационни методи (на санскрит садхана), постига реализацията на сидхи, психични и духовни способности и сили. Опитът им е закодиран в техните песни на реализацията и в биографиите им (на тибетски намтар), много от които са запазени в тибетската будистка литература. Историческото им влияние в целия индийския и хималайски регион през определени периоди е огромно и достига всички слоеве на обществото. Махасидхи са основателите на много съществуващи и днес будистки и индуистки традиции и приемственостти.

## Списък на махасидхи
Различните традиции водят собствени списъци на махасидхите.

### Списък на будистки Махасидхи
1. Acinta or Acintapa, the 'Avaricious Hermit';
2. Ajogi or Ayogipa, the 'Rejected Wastrel';
3. Anangapa, Ananga, or Anangavajra;
4. Арядева (още Канадева или Канарипа), the 'Lotus-Born' or the 'One-Eyed';
5. Babhaha, the 'Free Lover';
6. Bhadrapa, the 'Snob' or the 'Exclusive Brahmin';
7. Bhandepa, the 'Envious God';
8. Bhiksanapa, 'Siddha Two-Teeth';
9. Шантидева, Bhusukupada или Bhusuku, 'Мързеливия монах' или още 'Бездейния монах';
10. Camaripa, the 'Divine Cobbler';
11. Campaka or Campakapada, the 'Flower King';
12. Carbaripa or Carpati, 'Who Turned People to Stone' or 'the Petrifyer';
13. Catrapa, the 'Lucky Beggar';
14. Caurangipa, the 'Limbless One' or 'the Dismembered Stepson';
15. Celukapa, the 'Revitalized Drone';
16. Darikapa, the 'Slave-King of the Temple Whore';
17. Dengipa, the 'Courtesan’s Brahmin Slave';
18. Dhahulipa, the 'Blistered Rope-Maker';
19. Dharmapa, the 'Eternal Student' (c.900 CE);
20. Dhilipa, the 'Epicurean Merchant';
21. Dhobipa, the 'Wise Washerman';
22. Dhokaripa, the 'Bowl-Bearer';
23. Домбипа, 'Ездачът на Тигри';
24. Dukhandi, the 'Scavenger';
25. Ghantapa, the 'Celibate Monk' or the 'Celibate Bell-Ringer';
26. Gharbari or Gharbaripa, the Contrite Scholar (Skt., pandita);
27. Godhuripa, the 'Bird Catcher';
28. Goraksa, Горакшанатх or Goraksha, the 'Immortal Cowherd';
29. Индрабхути, (учения, разпространявани до Тилопа);
30. Jalandhara, the 'Dakini’s Chosen One';
31. Jayananda, the 'Crow Master';
32. Jogipa, the 'Siddha-Pilgrim';
33. Kalapa, the 'Handsome Madman';
34. Kamparipa, 'Ковачът';
35. Kambala, the 'Yogin of the Black Blanket' (or the 'Black-Blanket-Clad Yogin');
36. Kanakhala*, the younger of the two Headless Sisters or Severed-Headed Sisters;
37. Kanhapa (or Krsnacarya), the 'Dark-Skinned One' (or the 'Dark Siddha');
38. Канкана, the 'Siddha-King';
39. Канкарипа, the 'Lovelorn Widower';
40. Канталипа, the 'Rag Picker' (or the 'Ragman-Tailor');
41. Капалапа, the 'Skull Bearer';
42. Khadgapa, the 'Master Thief' (or the 'Fearless Thief');
43. Kilakilapa, the 'Exiled Loud-Mouth';
44. Kirapalapa (or Kilapa), the 'Repentant Conqueror';
45. Кокилипа, the 'Complacent Aesthete';
46. Коталипа (or Tog tse pa, the 'Peasant Guru';
47. Kucipa, the 'Goitre-Necked Yogin';
48. Куккурипа, (late 9th/10th Century), the 'Dog Lover';
49. Kumbharipa, 'Грънчарят';
50. Лакшминкара*, 'Лудата принцеса';
51. Lilapa, the 'Royal Hedonist';
52. Lucikapa, the 'Escapist';
53. Луипа, teachings disseminated to Тилопа;
54. Mahipa, 'Най-великият';
55. Манибхадра, 'Жена за пример' или 'Щастливата съпруга';
56. Medhini, the 'Tired Farmer';
57. Mekhala*, the elder of the two Headless Sisters or Severed-Headed Sisters;
58. Mekopa, the 'Wild-Eyed Guru' (or the 'Guru Dread-Stare');
59. Minapa, the 'Fisherman';
60. Нагабодхи, 'Крадецът с червените рога';
61. Нагарджуна, 'Философ и Алхимик';
62. Nalinapa, the 'Self-Reliant Prince';
63. Nirgunapa, the 'Enlightened Moron';
64. Pacaripa, the 'Pastrycook';
65. Pankajapa, the 'Lotus-Born Brahmin';
66. Putalipa, the 'Mendicant Icon-Bearer';
67. Rahula, the 'Rejuvenated Dotard';
68. Сараха, the „Great Brahmin“
69. Sakara or Saroruha;
70. Samudra, the 'Pearl Diver';
71. Santipa (or Ratnakarasanti), the 'Academic' (the 'Complacent Missionary') was a teacher of Brogmi;
72. Sarvabhaksa, the 'Empty-Bellied Siddha' (or the 'Glutton');
73. Шабара или Шаварипа, the 'Hunter', held to have incarnated in Друкпа Кюнле;
74. Syalipa, the 'Jackal Yogin';
75. Tantepa, the 'Gambler';
76. Tantipa or Tanti, the 'Senile Weaver';
77. Thaganapa,
78. Thaganapa, 'Master of the Lie' (or the 'Compulsive Liar');
79. Тилопа, the „Great Renunciate“
80. Udhilipa, the 'Flying Siddha' (the 'Bird-Man');
81. Upanaha, the 'Bootmaker';
82. Винапа, the 'Music Lover', the 'Musician' (teachings disseminated to Индрабхути) and Тилопа};
83. Вирупа, предшественик и вдъхновител на линията Сакя;
84. Vyalipa, the 'Courtesan’s Alchemist'.